# Anredera aspera
Anredera aspera är en växtart i släktet Anredera (madeirarankor) och familjen malabarspenatväxter, som först beskrevs av Calvin Ross Sperling. Inga underarter finns listade i Catalogue of Life.
Arten är endast känd från västra Bolivias ander.